# Lycaena gracilis
Lycaena gracilis är en fjärilsart som beskrevs av William Henry Miskin 1890. Lycaena gracilis ingår i släktet Lycaena och familjen juvelvingar. Inga underarter finns listade i Catalogue of Life.